# Wendy Umanzor
Wendy Umanzor (sinh 14 tháng 9 năm 1984) là một cầu thủ bóng đá người Honduras  hiện đang chơi ở vị trí tiền đạo.